# Chen Guangcheng
Chen Guangcheng (ur. 12 października 1971) – niewidomy chiński dysydent.
Pochodzi ze wsi Dongshigu w prowincji Szantung. Stracił wzrok na skutek przebytej w dzieciństwie choroby. Z powodu braku możliwości odpowiedniego kształcenia długo był analfabetą, dopiero w 1994 roku rozpoczął naukę w szkole dla niewidomych w Qingdao. W latach 1998–2001 studiował tradycyjną medycynę chińską w Nankinie, następnie pracował jako masażysta w szpitalu w Yinan. W 1996 roku udał się do Pekinu, by protestować przeciwko niesłusznie nałożonym na jego rodzinę podatkom (zgodnie z chińskim prawem niepełnosprawnym przysługują ulgi). Po powrocie do rodzinnej wsi zorganizował okolicznych chłopów w akcji na rzecz zamknięcia lokalnej papierni, która poprzez nielegalne wylewanie zanieczyszczeń na pola zatruła rzekę i regularnie niszczyła zbiory.
W 2006 roku popadł w konflikt z władzami, ujawniając liczne przypadki przymusowej sterylizacji kobiet i przymusowych aborcji, przeprowadzanych przez władze prowincji Szantung w ramach realizacji polityki jednego dziecka. 30 listopada 2006 roku sąd okręgowy w Yinan po 30-minutowej rozprawie, bez przesłuchania świadków i prezentacji materiału dowodowego, skazał go na 4 lata i 3 miesiące więzienia. Apelacja została odrzucona. Po wyjściu na wolność w 2010 roku został wraz z rodziną umieszczony w areszcie domowym i pozbawiony kontaktu ze światem zewnętrznym (policja umieściła w ich domu kamery, zakratowała okna, zabrała komputer, odcięła telefony i antenę telewizyjną).
22 kwietnia 2012 roku uciekł z aresztu domowego i schronił się na terenie ambasady USA w Pekinie. W wyniku negocjacji chińsko-amerykańskich i po otrzymaniu gwarancji bezpieczeństwa 2 maja opuścił ambasadę i udał się do jednego z pekińskich szpitali na leczenie. W kilka dni później otrzymał paszport i za zgodą władz chińskich wraz z rodziną wyjechał 19 maja 2012 do Stanów Zjednoczonych.